# Авиадиспетчер

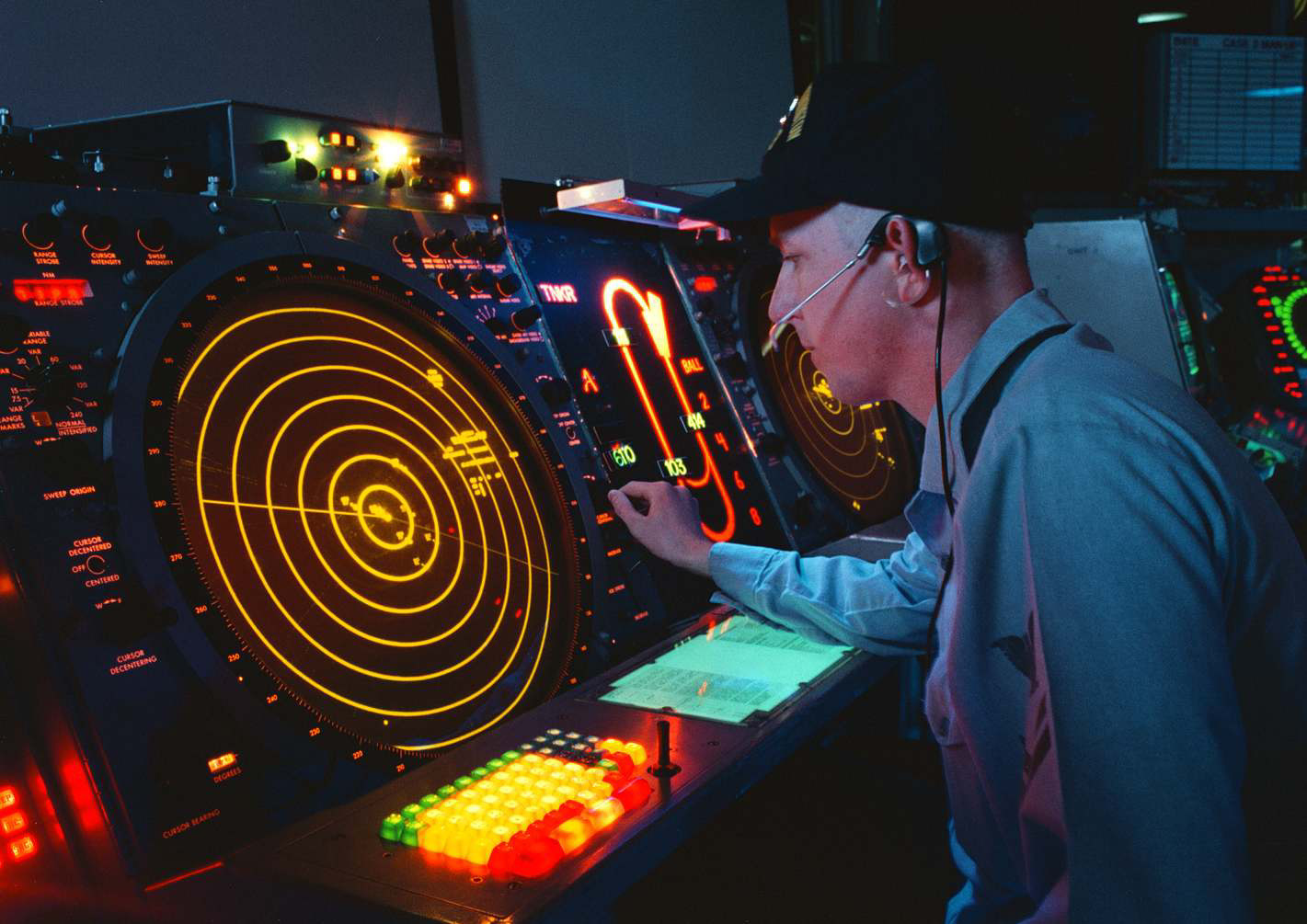
Авиадиспетчер за работой

Авиадиспе́тчер, или диспе́тчер обслу́живания возду́шного движе́ния (диспе́тчер ОВД), или диспе́тчер управле́ния возду́шным движе́нием — авиационный специалист, осуществляющий диспетчерское обслуживание воздушного движения, полётно-информационное обслуживание и аварийное оповещение.
Главной функцией авиадиспетчера является обеспечение безопасного, регулярного, упорядоченного и менее экономически затратного движения самолётов, вертолётов и других воздушных судов (далее ВС). Для успешного выполнения этой функции авиадиспетчер использует знания воздушной навигации, авиационной метеорологии, английского языка, а также строго установленные правила и инструкции, регламентирующие детальным образом все аспекты его деятельности. Например, для обеспечения безопасного расхождения ВС в воздухе, авиадиспетчер применяет правила вертикального и горизонтального эшелонирования (рассредоточение воздушных судов на безопасные расстояния в горизонтальной и вертикальной плоскостях).

## История создания в России
В 1929 году, во время опытной эксплуатации воздушной линии магистрального значения Москва — Иркутск протяжённостью 4700 км, впервые были частично введены элементы диспетчерской системы руководства движением самолётов на воздушных линиях.
Тогда функции диспетчера выполняли работники аппарата начальника эксплуатационного отдела Управления воздушной линии.
Осуществление связи с начальниками аэропортов тогда в основном происходило при помощи телеграфа Народного Комиссариата путей сообщения.
Сведения о движении самолётов сообщались в Управление воздушной линии начальниками аэропортов, а в Управлении в свою очередь вёлся график движения самолётов (время-путь).
Уже в 1930 году была начата разработка Положения о диспетчерской службе на воздушных линиях СССР. Также, в 1930 году диспетчерские районы были определены вдоль всех существовавших воздушных трасс СССР.
Однако все необходимые организационные мероприятия, связанные с созданием Диспетчерской службы в 1930 году завершены не были. И в 1931 году, после организационных изменений, связанных с образованием Всесоюзного объединения Гражданского Воздушного Флота при Совете Труда и Обороны СССР, решение об организации диспетчерской службы было принято, началось её формирование.
27 октября 1931 года состоялось заседание Правления Всесоюзного объединения Гражданского Воздушного Флота (ВО ГВФ), на котором присутствовали члены Правления Гольцман, Березин, Михельсон, Голубков, Пошеманский, Онефатер, Кливе, а также ответственные работники Всесоюзного объединения гражданского воздушного флота
По девятому вопросу «О диспетчерской службе» — выступил начальник ВО ГВФ Абрам Зиновьевич Гольцман.
В то время основной задачей Диспетчерской службы была организация и регулирование движения самолётов на воздушных линиях с целью обеспечения прохождения ими отдельных участков воздушных трасс по расписанию, ставшему организационной основой для воздушных сообщений, а также устранения причин, вызывающих задержки полётов.
Постановлением № 209 от 25 февраля 1932 года Совета Народных Комиссаров СССР «взамен ВО ГВФ при Совете труда и обороны» было образовано «Главное управление Гражданского Воздушного Флота при СНК Союза ССР» (РГАЭ, ф. 9527, оп. 1 д. 356, л. 25 Постановление № 209 Совета Народных Депутатов Комиссаров Союза ССР 25 февраля 1932 г. «Об образовании Главного управления Гражданского воздушного флота при СНК Союза ССР»). При формировании центрального аппарата Главного управления Гражданского Воздушного Флота (ГУ ГВФ), куда вошла Центральная диспетчерская служба.
Приказом начальника ГУ ГВФ № 90 от 7 апреля 1937 года, было утверждено и введено в действие «Положение о диспетчерской службе в системе ГУ ГВФ и категорированию работников лётной службы движения». Этим положением установлено формирование службы движения, отвечающей предъявленным требованиям того времени.
Указом Президиума Верховного Совета СССР от 27 июля 1964 года на базе Главного управления гражданского воздушного флота при Совете Министров СССР образовано общесоюзное Министерство гражданской авиации СССР (Указ Президиума Верховного Совета СССР от 27.07.1964 «Об образовании общесоюзного Министерства гражданской авиации СССР»). При формировании центрального аппарата Министерства гражданской авиации СССР Центральная диспетчерская служба вошла в его состав.
Приказом Министерства Гражданской Авиации СССР № 164 от 7 декабря 1978 годана базе Центральной диспетчерской службы гражданской авиации — гражданского сектора ЕС УВД при ЦУЭРТОС ГА было образовано Центральное производственное диспетчерское управление гражданской авиации (ЦПДУ ГА) с подчинением непосредственно Первому заместителю Министра гражданской авиации.
Впервые в истории Аэронавигации России на уровне федерального государственного предприятия издан нормативный документ об официальном чествовании исторически значимых памятных дат (событий), заложивших основы формирования структур отечественной аэронавигации это произошло 29 декабря 2023 года.
27 октября считается днём Авиадиспетчера России.
Этот день был приурочен к дате организации диспетчерской службы Всесоюзного объединения гражданского воздушного флота (ВО ГВФ), как родоначальника диспетчерской службы (служб движения) СССР — России — 27 октября 1931 года.

## Обязанности авиадиспетчера

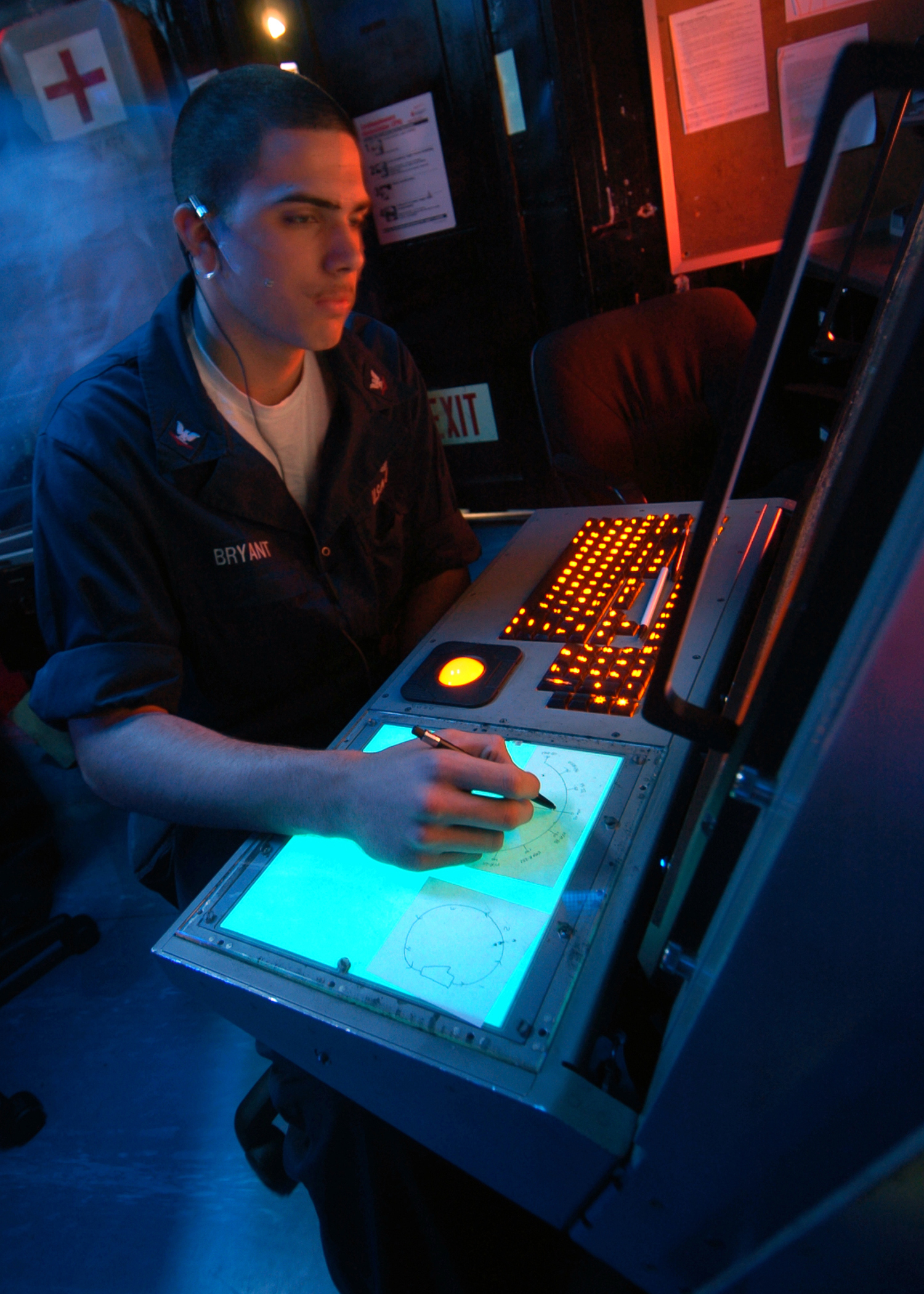
Авиадиспетчер за работой

- взаимодействие с экипажем воздушного судна
- инструктаж пилотов
- координирование действий с диспетчерами из смежных зон ответственности
- отслеживание хода полётов с помощью радаров
- взаимодействие с метеослужбами и использование информации о погоде для управления воздушными судами
- выдача разрешений на взлёт или посадку
- определение очерёдности захода на посадку
- составление сводного суточного плана полётов
- информирование пилотов об изменении маршрута полёт

Непосредственные задачи, стоящие перед диспетчером, зависят от зоны воздушного пространства, за которую отвечает специалист. Он может отвечать за взлёт, руление или посадку самолёта, контролировать движение воздушных судов на аэродроме, руководить полётом на разных высотах.